# Station Biłgoraj
Station Biłgoraj is een spoorwegstation in de Poolse plaats Biłgoraj.